# Liga Profesional Femenina de Fútbol 2018 (Colombia)
La Liga Profesional Femenina 2018 (oficialmente y por motivos de patrocinio, Liga Águila Femenina 2018) fue la segunda (2a) edición de la Liga Profesional Femenina de Fútbol de Colombia.
El calendario de partidos se sorteó el 24 de enero de 2018 en la sede de la Federación Colombiana de Fútbol en Bogotá.
Atlético Huila se coronó campeón del torneo y obtuvo un cupo a la Copa Libertadores Femenina 2018, como representante de Colombia, y jugó la Copa Dimayor-LaLiga Women frente al Atlético de Madrid, campeón de la Primera División Femenina de España 2017-18.

## Sistema de juego
|              |              | Sistema de juego | Equipos | Fechas      |
| ------------ | ------------ | --- | ------- | ----------- |
| Primera fase | Primera fase | - Sistema de liga (partidos de ida y vuelta) dividido en 4 grupos regionales, tres de seis equipos cada uno (Grupos A, B, C) y uno de cinco equipos (Grupo D). De cada grupo avanzan los dos primeros. | 23      | Por definir |
| Fase final   | Fase final   | - Fases de eliminación directa con partidos de ida y vuelta hasta lograr dos equipos | 8       | Por definir |
| Gran final   | Gran final   | - Los 2 equipos vencedores de la fase anterior juegan una "gran final" en partidos de ida y vuelta por el campeonato.                                                                                  | 2       | Por definir |

Nota: Existe una tabla de reclasificación en donde se lleva a cabo la sumatoria de puntos de los clubes en todos los partidos de todo el certamen (incluyendo play-offs).
Durante el 2018 se jugará un único torneo desde el 11 de febrero hasta el 31 de mayo. Aunque se esperaba que en esta temporada participaran todos los clubes afiliados a la División Mayor del Fútbol Colombiano y se realizarán dos competencias implementando el sistema de ascenso y descenso, se realizará un solo torneo con 23 equipos, luego de que el Independiente Medellín declinó participar.
El campeonato se disputa con una primera fase en la que los 23 equipos participantes estarán divididos en cuatro grupos, tres de seis equipos cada uno y uno de cinco equipos, con partidos a ida y vuelta en formato todos contra todos en cada zona, lo cual da como resultado diez fechas que se disputarán en los grupos de seis, y ocho en el grupo de cinco. De cada grupo avanzarán los clubes que ocupen el primer y segundo lugar.
Una vez disputada la fase de grupos, los ocho equipos que avancen jugarán fases de eliminación directa desde cuartos de final hasta la final (que definirá al campeón del torneo) con partidos de ida y vuelta.
En el mes de mayo, con cierre el día 31, se jugará la final del torneo (en partidos de ida y vuelta); el campeón del torneo, clasificará a la «Copa Libertadores Femenina 2018», y además se medirá con el campeón de la Primera División Femenina de España en partido amistoso.

## Equipos participantes
Con el aumento de 18 a 23 equipos, un total de cinco clubes harán su debut en la Liga Femenina: Atlético F. C., Junior, Atlético Nacional, Bogotá F. C. y Deportes Tolima.

### Datos de los clubes
| Equipo               | Ciudad          | Estadio                   | Aforo   |
| -------------------- | --------------- | ------------------------- | ------- |
| Alianza Petrolera    | Barrancabermeja | Daniel Villa Zapata       | 10.400  |
| América de Cali      | Cali            | Olímpico Pascual Guerrero | 35.405  |
| Atlético Bucaramanga | Bucaramanga     | Cancha Marte              | 3.000   |
| Atlético F. C.       | Cali            | Olímpico Pascual Guerrero | 35.405  |
| Atlético Huila       | Neiva           | Guillermo Plazas Alcid    | 25.000* |
| Atlético Nacional    | Medellín        | Atanasio Girardot         | 44.412  |
| Bogotá F. C.         | Bogotá          | Metropolitano de Techo    | 10.000  |
| Cortuluá             | Palmira         | Francisco Rivera Escobar  | 9.000*  |
| Cúcuta Deportivo     | Cúcuta          | General Santander         | 45.000  |
| Deportes Quindío     | Armenia         | Centenario de Armenia     | 20.716  |
| Deportes Tolima      | Ibagué          | Manuel Murillo Toro       | 28.179  |
| Deportivo Pereira    | Pereira         | Hernán Ramírez Villegas   | 30.297  |
| Deportivo Pasto      | Pasto           | Departamental Libertad    | 25.000  |
| Envigado F. C.       | Envigado        | Polideportivo Sur         | 14.000  |
| Fortaleza            | Zipaquirá       | Los Zipas                 | 2.000   |
| Junior               | Barranquilla    | Roberto Meléndez          | 46.692  |
| La Equidad           | Bogotá          | Metropolitano de Techo    | 10.000  |
| Orsomarso            | Palmira         | Francisco Rivera Escobar  | 9.000*  |
| Patriotas            | Tunja           | La Independencia          | 20.630  |
| Real Cartagena       | Cartagena       | Estadio Jaime Morón León  | 16.068  |
| Real Santander       | Floridablanca   | Álvaro Gómez Hurtado      | 12.000  |
| Santa Fe             | Bogotá          | Nemesio Camacho El Campín | 36.343  |
| Unión Magdalena      | Santa Marta     | Sierra Nevada             | 22.000  |

### Localización
| Ubicación de localía de los equipos |
| --- |
| A.Nacional Envigado Bogotá FC La Equidad Santa Fe Fortaleza Patriotas Cúcuta Dep. A. Petrolera A. Bucaramanga R. Santander América Atlético Orsomarso Cortuluá Junior D. Quindío D. Pereira D. Tolima R. Cartagena U. Magdalena A. Huila D. Pasto |

| Valle del Cauca    | 4 | América de Cali, Atlético F. C., Cortuluá y Orsomarso    |
| Santander          | 3 | Alianza Petrolera, Atlético Bucaramanga y Real Santander |
| Bogotá, D. C.      | 3 | Bogotá F. C., La Equidad y Santa Fe                      |
| Antioquia          | 2 | Atlético Nacional y Envigado F. C.                       |
| Atlántico          | 1 | Junior                                                   |
| Bolívar            | 1 | Real Cartagena                                           |
| Boyacá             | 1 | Patriotas                                                |
| Cundinamarca       | 1 | Fortaleza                                                |
| Huila              | 1 | Atlético Huila                                           |
| Magdalena          | 1 | Unión Magdalena                                          |
| Nariño             | 1 | Deportivo Pasto                                          |
| Norte de Santander | 1 | Cúcuta Deportivo                                         |
| Quindío            | 1 | Deportes Quindío                                         |
| Risaralda          | 1 | Deportivo Pereira                                        |
| Tolima             | 1 | Deportes Tolima                                          |

## Fase de grupos

### Grupo A
| Pos. | Equipos              | PJ | PG | PE | PP | GF | GC | Dif. | Pts. |
| ---- | -------------------- | -- | -- | -- | -- | -- | -- | ---- | ---- |
| 1.   | Atlético Huila       | 10 | 8  | 1  | 1  | 22 | 3  | 19   | 25   |
| 2.   | Deportes Tolima      | 10 | 4  | 4  | 2  | 13 | 11 | 2    | 16   |
| 3.   | Alianza Petrolera    | 10 | 4  | 3  | 3  | 10 | 10 | 0    | 15   |
| 4.   | Cúcuta Deportivo     | 10 | 3  | 4  | 3  | 14 | 17 | -3   | 13   |
| 5.   | Atlético Bucaramanga | 10 | 2  | 1  | 7  | 7  | 14 | -7   | 7    |
| 6.   | Real Santander       | 10 | 1  | 3  | 6  | 11 | 22 | -11  | 6    |

| Primera | Real Santander       | 0 : 1 | Alianza Petrolera | Álvaro Gómez Hurtado   | 11 de febrero | 18:00 | Sin transmisión |
| Primera | Tolima               | 1 : 0 | Huila             | Manuel Murillo Toro    | 2 de mayo     | 15:00 | Sin transmisión |
| Primera | Cúcuta               | 2 : 1 | Bucaramanga       | General Santander      | 2 de mayo     | 15:00 | Sin transmisión |
| Segunda | Bucaramanga          | 0 : 0 | Tolima            | La Marte               | 17 de febrero | 10:00 | Sin transmisión |
| Segunda | Alianza Petrolera    | 0 : 3 | Huila             | Daniel Villa Zapata    | 17 de febrero | 17:00 | Sin transmisión |
| Segunda | Cúcuta               | 5 : 2 | Real Santander    | General Santander      | 18 de febrero | 15:30 | Sin transmisión |
| Tercera | Huila                | 4 : 0 | Cúcuta            | Guillermo Plazas Alcid | 24 de febrero | 15:00 | Sin transmisión |
| Tercera | Real Santander       | 1 : 2 | Bucaramanga       | Álvaro Gómez Hurtado   | 25 de febrero | 14:00 | Sin transmisión |
| Tercera | Tolima               | 0 : 1 | Alianza Petrolera | Manuel Murillo Toro    | 25 de febrero | 14:00 | Win Sports      |
| Cuarta  | Alianza Petrolera    | 1 : 0 | Bucaramanga       | Daniel Villa Zapata    | 3 de marzo    | 15:00 | Sin transmisión |
| Cuarta  | Cúcuta               | 1 : 1 | Tolima            | General Santander      | 4 de marzo    | 15:30 | Sin transmisión |
| Cuarta  | Real Santander       | 1 : 1 | Huila             | Álvaro Gómez Hurtado   | 4 de marzo    | 18:00 | Sin transmisión |
| Quinta  | Tolima               | 2 : 1 | Real Santander    | Manuel Murillo Toro    | 7 de marzo    | 11:00 | Sin transmisión |
| Quinta  | Cúcuta               | 1 : 1 | Alianza Petrolera | General Santander      | 7 de marzo    | 15:30 | Sin transmisión |
| Quinta  | Bucaramanga          | 0 : 1 | Huila             | La Marte               | 15 de marzo   | 10:00 | Sin transmisión |
| Sexta   | Bucaramanga          | 0 : 1 | Cúcuta            | La Marte               | 18 de marzo   | 10:00 | Sin transmisión |
| Sexta   | Alianza Petrolera    | 3 : 0 | Real Santander    | Daniel Villa Zapata    | 18 de marzo   | 20:00 | Sin transmisión |
| Sexta   | Huila                | 2 : 1 | Tolima            | Guillermo Plazas Alcid | 19 de marzo   | 15:00 | Sin transmisión |
| Séptima | Huila                | 2 : 0 | Alianza Petrolera | Guillermo Plazas Alcid | 24 de marzo   | 15:00 | Sin transmisión |
| Séptima | Real Santander       | 1 : 1 | Cúcuta            | Álvaro Gómez Hurtado   | 24 de marzo   | 18:00 | Sin transmisión |
| Séptima | Tolima               | 3 : 2 | Bucaramanga       | Manuel Murillo Toro    | 25 de marzo   | 15:00 | Sin transmisión |
| Octava  | Atlético Bucaramanga | 1 : 3 | Real Santander    | La Marte               | 25 de marzo   | 10:00 | Sin transmisión |
| Octava  | Cúcuta Deportivo     | 0 : 3 | Atlético Huila    | General Santander      | 25 de marzo   | 15:00 | Sin transmisión |
| Octava  | Alianza Petrolera    | 1 : 1 | Deportes Tolima   | Daniel Villa Zapata    | 25 de marzo   | 15:00 | Sin transmisión |
| Novena  | Tolima               | 2 : 1 | Cúcuta            | Manuel Murillo Toro    | 29 de abril   | 08:00 | Sin transmisión |
| Novena  | Bucaramanga          | 1 : 0 | Alianza Petrolera | Álvaro Gómez Hurtado   | 29 de abril   | 10:00 | Sin transmisión |
| Novena  | Huila                | 4 : 0 | Real Santander    | Guillermo Plazas Alcid | 29 de abril   | 14:00 | Sin transmisión |
| Décima  | Huila                | 2 : 0 | Bucaramanga       | Guillermo Plazas Alcid | 5 de mayo     | 15:00 | Sin transmisión |
| Décima  | Real Santander       | 2 : 2 | Tolima            | Álvaro Gómez Hurtado   | 6 de mayo     | 15:00 | Sin transmisión |
| Décima  | Alianza Petrolera    | 2 : 2 | Cúcuta            | Daniel Villa Zapata    | 6 de mayo     | 15:00 | Sin transmisión |

### Grupo B
| Pos. | Equipos         | PJ | PG | PE | PP | GF | GC | Dif. | Pts. |
| ---- | --------------- | -- | -- | -- | -- | -- | -- | ---- | ---- |
| 1.   | Santa Fe        | 10 | 8  | 1  | 1  | 37 | 6  | 31   | 25   |
| 2.   | Patriotas       | 10 | 6  | 2  | 2  | 22 | 8  | 14   | 20   |
| 3.   | Fortaleza       | 10 | 4  | 4  | 2  | 14 | 13 | 1    | 16   |
| 4.   | La Equidad      | 10 | 4  | 3  | 3  | 11 | 10 | 1    | 15   |
| 5.   | Bogotá F. C.    | 10 | 1  | 3  | 6  | 6  | 29 | -23  | 6    |
| 6.   | Deportivo Pasto | 10 | 0  | 1  | 9  | 2  | 26 | -24  | 1    |

| Primera | Patriotas       | 1 : 0  | Santa Fe     | Municipal de Chiquinquirá | 10 de febrero | 15:00 | Sin transmisión |
| Primera | Bogotá          | 0 : 0  | Fortaleza    | Héctor El Zipa González   | 11 de febrero | 15:00 | Sin transmisión |
| Primera | Pasto           | 0 : 3  | La Equidad   | Departamental Libertad    | 11 de febrero | 17:00 | Sin transmisión |
| Segunda | Fortaleza       | 3 : 0  | Pasto        | Municipal de Cota         | 17 de febrero | 11:30 | Sin transmisión |
| Segunda | Patriotas       | 0 : 1  | La Equidad   | Municipal de Chiquinquirá | 17 de febrero | 15:00 | Sin transmisión |
| Segunda | Santa Fe        | 10 : 0 | Bogotá       | El Campincito             | 17 de febrero | 15:00 | Sin transmisión |
| Tercera | Pasto           | 1 : 6  | Santa Fe     | Departamental Libertad    | 24 de febrero | 15:00 | Sin transmisión |
| Tercera | La Equidad      | 0 : 0  | Fortaleza    | Metropolitano de Techo    | 25 de febrero | 10:00 | Sin transmisión |
| Tercera | Bogotá          | 1 : 9  | Patriotas    | Los Zipas                 | 28 de febrero | 15:00 | Sin transmisión |
| Cuarta  | Patriotas       | 2 : 1  | Fortaleza    | Municipal de Chiquinquirá | 3 de marzo    | 15:00 | Sin transmisión |
| Cuarta  | Pasto           | 1 : 1  | Bogotá       | Departamental Libertad    | 3 de marzo    | 14:30 | Sin transmisión |
| Cuarta  | Santa Fe        | 4 : 0  | La Equidad   | El Campín                 | 21 de marzo   | 16:00 | Sin transmisión |
| Quinta  | Bogotá          | 1 : 1  | La Equidad   | Los Zipas                 | 12 de marzo   | 15:00 | Sin transmisión |
| Quinta  | Fortaleza       | 2 : 2  | Santa Fe     | Municipal de Cota         | 14 de marzo   | 14:30 | Sin transmisión |
| Quinta  | Patriotas       | 3 : 0  | Pasto        | Municipal de Chiquinquirá | 14 de marzo   | 15:00 | Sin transmisión |
| Sexta   | Santa Fe        | 2 : 0  | Patriotas    | El Campín                 | 17 de marzo   | 15:15 | Win Sports      |
| Sexta   | La Equidad      | 1 : 0  | Pasto        | Metropolitano de Techo    | 18 de marzo   | 13:00 | Sin transmisión |
| Sexta   | Fortaleza       | 1 : 0  | Bogotá       | Municipal de Cota         | 19 de marzo   | 14:30 | Sin transmisión |
| Séptima | Pasto           | 0 : 3  | Fortaleza    | Municipal de Chiquinquirá | 24 de marzo   | 17:00 | Sin transmisión |
| Séptima | La Equidad      | 1 : 1  | Patriotas FC | Metropolitano de Techo    | 28 de marzo   | 15:00 | Sin transmisión |
| Séptima | Bogotá FC       | 2 : 3  | Santa Fe     | Los Zipas                 | 2 de mayo     | 15:00 | Sin transmisión |
| Octava  | Fortaleza       | 2 : 1  | La Equidad   | Municipal de Cota         | 24 de abril   | 14:30 | Sin transmisión |
| Octava  | Santa Fe        | 2 : 0  | Pasto        | El Campincito             | 24 de abril   | 15:00 | Sin transmisión |
| Octava  | Patriotas       | 1 : 0  | Bogotá FC    | Municipal de Chiquinquirá | 25 de abril   | 15:00 | Sin transmisión |
| Novena  | La Equidad      | 0 : 2  | Santa Fe     | Metropolitano de Techo    | 29 de abril   | 12:00 | Win Sports      |
| Novena  | Bogotá FC       | 1 : 0  | Pasto        | Los Zipas                 | 29 de abril   | 14:00 | Sin transmisión |
| Novena  | Fortaleza       | 2 : 2  | Patriotas    | Municipal de Cota         | 1 de mayo     | 11:30 | Sin transmisión |
| Décima  | La Equidad      | 3 : 0  | Bogotá FC    | Sede Deportiva La Equidad | 6 de mayo     | 10:00 | Sin transmisión |
| Décima  | Deportivo Pasto | 0 : 3  | Patriotas FC | Departamental Libertad    | 6 de mayo     | 15:00 | Sin transmisión |
| Décima  | Santa Fe        | 6 : 0  | Fortaleza    | El Campín                 | 6 de mayo     | 15:00 | Sin transmisión |

### Grupo C
| Pos. | Equipos           | PJ | PG | PE | PP | GF | GC | Dif. | Pts. |
| ---- | ----------------- | -- | -- | -- | -- | -- | -- | ---- | ---- |
| 1.   | América de Cali   | 10 | 7  | 1  | 2  | 26 | 12 | 14   | 22   |
| 2.   | Cortuluá          | 10 | 6  | 2  | 2  | 20 | 8  | 12   | 20   |
| 3.   | Deportivo Pereira | 10 | 6  | 1  | 3  | 15 | 12 | 3    | 19   |
| 4.   | Deportes Quindío  | 10 | 3  | 4  | 3  | 22 | 22 | 0    | 13   |
| 5.   | Orsomarso         | 10 | 3  | 2  | 5  | 14 | 17 | -3   | 11   |
| 6.   | Atlético F. C.    | 10 | 0  | 1  | 9  | 6  | 32 | -26  | 1    |

| Primera | América     | 0 : 3 | Pereira      | Pascual Guerrero         | 10 de febrero | 14:00 | Win Sports      |
| Primera | Orsomarso   | 4 : 1 | Atlético FC  | Francisco Rivera Escobar | 10 de febrero | 15:00 | Sin transmisión |
| Primera | Cortuluá    | 2 : 0 | Quindío      | Pascual Guerrero         | 11 de febrero | 14:00 | Sin transmisión |
| Segunda | Quindío     | 8 : 0 | Atlético FC  | Centenario               | 18 de febrero | 12:30 | Sin transmisión |
| Segunda | América     | 1 : 1 | Cortuluá     | Pascual Guerrero         | 18 de febrero | 14:15 | Sin transmisión |
| Segunda | Pereira     | 2 : 1 | Orsomarso    | Hernán Ramírez Villegas  | 19 de febrero | 15:00 | Sin transmisión |
| Tercera | Orsomarso   | 0 : 0 | Quindío      | Francisco Rivera Escobar | 24 de febrero | 16:00 | Sin transmisión |
| Tercera | Atlético FC | 0 : 7 | América      | Pascual Guerrero         | 25 de febrero | 15:00 | Sin transmisión |
| Tercera | Cortuluá    | 3 : 0 | Pereira      | Pascual Guerrero         | 27 de febrero | 16:30 | Sin transmisión |
| Cuarta  | Atlético FC | 0 : 1 | Cortuluá     | Pascual Guerrero         | 4 de marzo    | 12:00 | Sin transmisión |
| Cuarta  | Quindío     | 1 : 1 | Pereira      | Centenario               | 5 de marzo    | 17:00 | Sin transmisión |
| Cuarta  | Orsomarso   | 1 : 2 | América      | Francisco Rivera Escobar | 9 de marzo    | 16:00 | Sin transmisión |
| Quinta  | Pereira     | 2 : 1 | Atlético FC  | Hernán Ramírez Villegas  | 8 de marzo    | 15:30 | Sin transmisión |
| Quinta  | Cortuluá    | 0 : 1 | Orsomarso    | Francisco Rivera Escobar | 14 de marzo   | 15:00 | Sin transmisión |
| Quinta  | América     | 4 : 1 | Quindío      | Pascual Guerrero         | 14 de marzo   | 19:00 | Sin transmisión |
| Sexta   | Orsomarso   | 1 : 2 | Pereira      | Francisco Rivera Escobar | 17 de marzo   | 13:00 | Sin transmisión |
| Sexta   | Atlético FC | 2 : 2 | Quindío      | Pascual Guerrero         | 17 de marzo   | 15:30 | Sin transmisión |
| Sexta   | Cortuluá    | 2 : 3 | América      | Francisco Rivera Escobar | 18 de marzo   | 13:00 | Sin transmisión |
| Séptima | Atlético FC | 2 : 3 | Orsomarso    | Pascual Guerrero         | 25 de marzo   | 12:30 | Sin transmisión |
| Séptima | Pereira     | 2 : 0 | América      | Hernán Ramírez Villegas  | 26 de marzo   | 16:00 | Sin transmisión |
| Séptima | Quindío     | 1 : 4 | Cortuluá     | Centenario               | 3 de mayo     | 15:00 | Sin transmisión |
| Octava  | Pereira     | 2 : 3 | Quindio      | Hernán Ramírez Villegas  | 25 de abril   | 15:00 | Sin transmisión |
| Octava  | Cortuluá    | 4 : 1 | Atlético FC  | Francisco Rivera Escobar | 26 de abril   | 16:00 | Sin transmisión |
| Octava  | América     | 3 : 1 | Orsomarso    | Pascual Guerrero         | 26 de abril   | 17:00 | Sin transmisión |
| Novena  | Atlético FC | 0 : 1 | Pereira      | Pascual Guerrero         | 29 de abril   | 15:00 | Sin transmisión |
| Novena  | Quindio     | 1 : 4 | América      | Centenario               | 30 de abril   | 15:00 | Sin transmisión |
| Novena  | Orsomarso   | 1 : 1 | Cortuluá     | Francisco Rivera Escobar | 30 de abril   | 16:00 | Sin transmisión |
| Novena  | América     | 2 : 0 | Atlético FC  | Pascual Guerrero         | 6 de mayo     | 15:00 | Sin transmisión |
| Novena  | Pereira     | 0 : 2 | Cortuluá     | Hernán Ramírez Villegas  | 6 de mayo     | 15:00 | Sin transmisión |
| Novena  | Quindío     | 4 : 1 | Orsomarso SC | Centenario               | 6 de mayo     | 15:00 | Sin transmisión |

### Grupo D
| Pos. | Equipos           | PJ | PG | PE | PP | GF | GC | Dif. | Pts. |
| ---- | ----------------- | -- | -- | -- | -- | -- | -- | ---- | ---- |
| 1.   | Atlético Nacional | 8  | 6  | 1  | 1  | 16 | 3  | 13   | 19   |
| 2.   | Unión Magdalena   | 8  | 5  | 1  | 2  | 13 | 6  | 7    | 16   |
| 3.   | Envigado F. C.    | 8  | 3  | 2  | 3  | 9  | 5  | 4    | 11   |
| 4.   | Junior            | 8  | 3  | 2  | 3  | 9  | 7  | 2    | 11   |
| 5.   | Real Cartagena    | 8  | 0  | 0  | 8  | 3  | 29 | -26  | 0    |

| Primera | Envigado        | 0 : 1 | Unión Magdalena | Polideportivo Sur    | 10 de febrero | 15:30 | Sin transmisión |
| Primera | Nacional        | 2 : 0 | Real Cartagena  | Atanasio Girardot    | 10 de febrero | 17:00 | Sin transmisión |
| Segunda | Envigado        | 0 : 0 | Junior          | Polideportivo Sur    | 18 de febrero | 9:30  | Win Sports      |
| Segunda | Real Cartagena  | 1 : 4 | Unión Magdalena | Jaime Morón          | 18 de febrero | 15:30 | Sin transmisión |
| Tercera | Unión Magdalena | 0 : 0 | Nacional        | Sierra Nevada        | 25 de febrero | 10:00 | Sin transmisión |
| Tercera | Junior          | 4 : 0 | Real Cartagena  | Metropolitano        | 25 de febrero | 17:00 | Sin transmisión |
| Cuarta  | Envigado        | 1 : 0 | Nacional        | Polideportivo Sur    | 3 de marzo    | 10:00 | Win Sports      |
| Cuarta  | Junior          | 2 : 1 | Unión Magdalena | Metropolitano        | 3 de marzo    | 17:30 | Sin transmisión |
| Quinta  | Nacional        | 3 : 0 | Junior          | Atanasio Girardot    | 7 de marzo    | 17:00 | Sin transmisión |
| Quinta  | Envigado        | 5 : 1 | Real Cartagena  | Polideportivo Sur    | 14 de marzo   | 12:30 | Sin transmisión |
| Sexta   | Unión Magdalena | 1 : 0 | Envigado        | Sierra Nevada        | 18 de marzo   | 12:30 | Sin transmisión |
| Sexta   | Real Cartagena  | 0 : 5 | Nacional        | Jaime Morón          | 19 de marzo   | 15:00 | Sin transmisión |
| Séptima | Unión Magdalena | 4 : 0 | Real Cartagena  | Municipal de Ciénaga | 24 de marzo   | 15:30 | Sin transmisión |
| Séptima | Junior          | 0 : 0 | Envigado        | Metropolitano        | 3 de mayo     | 15:00 | Sin transmisión |
| Octava  | Nacional        | 3 : 1 | Unión Magdalena | Municipal de Guarne  | 25 de abril   | 15:00 | Sin transmisión |
| Octava  | Real Cartagena  | 1 : 3 | Junior          | Jaime Morón León     | 25 de abril   | 15:30 | Sin transmisión |
| Novena  | Nacional        | 2 : 1 | Envigado        | Atanasio Girardot    | 6 de mayo     | 15:00 | Sin transmisión |
| Novena  | Union Magdalena | 1 : 0 | Junior          | Julia Turbay Samur   | 6 de mayo     | 15:00 | Sin transmisión |
| Décima  | Junior          | 0 : 1 | Nacional        | Metropolitano        | 29 de abril   | 14:00 | Sin transmisión |
| Décima  | Real Cartagena  | 0 : 2 | Envigado        | Jaime Morón León     | 29 de abril   | 15:00 | Sin transmisión |

## Fase final

### Cuadro final
|  | Cuartos de final  | Cuartos de final  | Cuartos de final  |   |                | Semifinales      | Semifinales      | Semifinales      |  |  | Final              | Final            | Final            |
|  | 10 al 14 de mayo  | 10 al 14 de mayo  | 10 al 14 de mayo  |   |                | 17 al 20 de mayo | 17 al 20 de mayo | 17 al 20 de mayo |  |  | 23 al 31 de mayo   | 23 al 31 de mayo | 23 al 31 de mayo |
|  |                   |                   |                   |   |                |                  |                  |                  |  |  |                    |                  |                  |
|  | Atlético Huila    | 4                 | 2                 |   |                |                  |                  |                  |  |  |                    |                  |                  |
|  | Unión Magdalena   | 0                 | 0                 |   |                |                  |                  |                  |  |  |                    |                  |                  |
|  | Unión Magdalena   | 0                 | 0                 |   | Atlético Huila | 3                | 2                |                  |  |  |                    |                  |                  |
|  |                   |                   |                   |   | Atlético Huila | 3                | 2                |                  |  |  |                    |                  |                  |
|  |                   | América de Cali   | 1                 | 0 |                |                  |                  |                  |  |  |                    |                  |                  |
|  | América de Cali   | América de Cali   | 1                 | 0 | 0              | 5                |                  |                  |  |  |                    |                  |                  |
|  | América de Cali   |                   |                   |   | 0              | 5                |                  |                  |  |  |                    |                  |                  |
|  | Patriotas         | 2                 | 0                 |   |                |                  |                  |                  |  |  |                    |                  |                  |
|  |                   |                   |                   |   |                |                  |                  |                  |  |  | Atlético Huila (p) | 0                | 2 (3)            |
|  |                   |                   | Atlético Nacional | 1 | 1 (0)          |                  |                  |                  |  |  |                    |                  |                  |
|  | Santa Fe          | 4                 | 3                 |   |                |                  |                  |                  |  |  |                    |                  |                  |
|  | Cortuluá          | 0                 | 1                 |   |                |                  |                  |                  |  |  |                    |                  |                  |
|  | Cortuluá          | 0                 | 1                 |   | Santa Fe       | 1                | 2                |                  |  |  |                    |                  |                  |
|  |                   |                   |                   |   | Santa Fe       | 1                | 2                |                  |  |  |                    |                  |                  |
|  |                   | Atlético Nacional | 1                 | 3 |                |                  |                  |                  |  |  |                    |                  |                  |
|  | Atlético Nacional | Atlético Nacional | 1                 | 3 | 3              | 3                |                  |                  |  |  |                    |                  |                  |
|  | Atlético Nacional |                   |                   |   | 3              | 3                |                  |                  |  |  |                    |                  |                  |
|  | Deportes Tolima   | 0                 | 0                 |   |                |                  |                  |                  |  |  |                    |                  |                  |

- Nota: El equipo ubicado en la primera línea de cada llave es el que ejerce la localía en el partido de vuelta.
- En adelante, la hora de cada encuentro corresponde a la hora legal de Colombia (UTC-5).

### Cuartos de final
| 10 de mayo de 2018 | Unión Magdalena | 0:4 (0:2) | Atlético Huila                                       | Estadio Municipal, Ciénaga |             |
| 17:30              |                 | Reporte   | 12' Torres · 21' Rincón · 83' Córdoba · 80' Oliveros | Árbitro(s):                | Árbitro(s): |

| 13 de mayo de 2018 | Atlético Huila            | 2:0 (0:0) | Unión Magdalena | Estadio Guillermo Plazas Alcid, Neiva |             |
| 17:30              | Castillo 61' · Torres 66' | Reporte   |                 | Árbitro(s):                           | Árbitro(s): |

| 10 de mayo de 2018 | Patriotas                     | 2:0 (0:0) | América de Cali | Estadio La Independencia, Tunja |             |
| 19:00              | Villamayor 61' · Alvarado 81' | Reporte   |                 | Árbitro(s):                     | Árbitro(s): |

| 14 de mayo de 2018 | América de Cali                             | 5:0 (1:0) | Patriotas | Estadio Francisco Rivera, Palmira |  |
| 15:15              | Caicedo 42' 69' · Franco 52' 79' · Usme 73' |           |           |                                   |  |

| 10 de mayo de 2018 | Cortuluá | 0:4 (0:0) | Santa Fe                                   | Estadio Francisco Rivera, Palmira |  |
| 16:00              |          | Reporte   | 48', 52' Altuve · 59' Salazar · 68' Santos |                                   |  |

| 14 de mayo de 2018 | Santa Fe                              | 3:1 (0:1) | Cortuluá     | Estadio El Campincito, Bogotá |  |
| 13:00              | Altuve 62' · Salazar 78' · Santos 82' |           | Guarecuco 7' |                               |  |

| 10 de mayo de 2018 | Deportes Tolima | 0:3 (0:1) | Atlético Nacional                         | Estadio Manuel Murillo Toro, Ibagué |  |
| 19:30              |                 | Reporte   | 41' Arbeláez · 61' González · 77' Hurtado |                                     |  |

| 13 de mayo de 2018 | Atlético Nacional                    | 3:0 (2:0) | Deportes Tolima | Estadio Atanasio Girardot, Medellín |  |
| 15:15              | Pion 11' · Hurtado 23' · Andrade 71' | Reporte   |                 |                                     |  |

### Semifinales
| 17 de mayo de 2018 | América de Cali | 1:3 (0:1) | Atlético Huila                         | Estadio Pascual Guerrero, Cali                                |                                                               |
| 18:00              | Usme 69'        | Reporte   | Quintero 16' · Torres 52' · Rincón 55' | Asistencia: Aprox. 2 000 espectadores Árbitro(s): Jenny Arias | Asistencia: Aprox. 2 000 espectadores Árbitro(s): Jenny Arias |

| 20 de mayo de 2018 | Atlético Huila          | 2:0 (1:0) | América de Cali | Estadio Guillermo Plazas Alcid, Neiva |  |
| 16:00              | Rincón 14' · Torres 48' | Reporte   |                 |                                       |  |

| 17 de mayo de 2018 | Atlético Nacional | 1:1 (0:1) | Santa Fe   | Estadio Ditaires, Itagüí  |                           |
| 20:00              | Andrade 90+1'     | Reporte   | Altuve 31' | Árbitro(s): Viviana Muñoz | Árbitro(s): Viviana Muñoz |

| 20 de mayo de 2018 | Santa Fe                        | 2:3 (1:2) | Atlético Nacional                | Estadio Nemesio Camacho, Bogotá |  |
| 14:00              | Rangel 20' (a.g.) · Salazar 60' | Reporte   | Bedoya 10' · González 45+2', 47' |                                 |  |

### Final
| 23 de mayo de 2018 | Atlético Nacional | 1:0 (0:0) | Atlético Huila | Estadio Polideportivo Sur, Envigado |                                 |
| 19:30              | Andrade 64'       | Reporte   |                | Asistencia: 14 000 espectadores     | Asistencia: 14 000 espectadores |

| 31 de mayo de 2018 | Atlético Huila                           | 2:1 (1:0) (3:0 p.)         | Atlético Nacional         | Estadio Guillermo Plazas Alcid, Neiva                           |                                                                 |
| 18:30              | Vidal 11' · Vallejos 75'                 | Reporte                    | 47' Andrade               | Asistencia: 12 739 espectadores Árbitro(s): María Victoria Daza | Asistencia: 12 739 espectadores Árbitro(s): María Victoria Daza |
|                    |                                          | Tiros desde el punto penal |                           |                                                                 |                                                                 |
|                    | Rodallega · Olivero · Vallejos · Cometti |                            | Andrade · Arbeláez · Pion |                                                                 |                                                                 |

|                                    |
|                                    |
| Campeón Atlético Huila 1.er título |

## Estadísticas

### Goleadoras
| Oriana Altuve                               | Santa Fe          | 16 |
| Leicy Santos                                | Santa Fe          | 12 |
| Joemar Guarecuco                            | Cortuluá          | 11 |
| Karla Torres                                | Atlético Huila    | 9  |
| Catalina Usme                               | América de Cali   | 8  |
| Marta Cox                                   | Deportes Quindío  | 8  |
| Jyoeldrin Parra                             | Deportivo Pereira | 7  |
| Lady Andrade                                | Atlético Nacional | 7  |
| Gloria Villamayor                           | Patriotas         | 7  |
| Farlyn Caicedo                              | América de Cali   | 7  |
| Última actualización: 29 de agosto de 2018. |                   |    |

### Tripletes o más
| 17 de febrero | Leicy Santos      | 45' · 51' · 60' · 77' | Santa Fe | 10:0 | Bogotá FC       |
| 18 de febrero | Fany Gauto        | 35' · 43' · 55'       | Cúcuta   | 5:2  | Real Santander  |
| 18 de febrero | Selenha Meza      | 4' · 53' · 68'        | Quindío  | 8:0  | Atlético FC     |
| 27 de febrero | Joemar Guarecuco  | 45' · 61' · 90+2'     | Cortuluá | 3:0  | Pereira         |
| 28 de febrero | Gloria Villamayor | 28' · 36' · 90+1'     | Bogotá   | 1:9  | Patriotas       |
| 14 de marzo   | Diana Ospina      | 26' · 31' · 60'       | Envigado | 5:1  | Real Cartagena  |
| 21 de marzo   | Oriana Altuve     | 19' · 64' · 83' · 86' | Santa Fe | 4:0  | La Equidad      |
| 25 de abril   | Marta Cox         | 10' · 25' · 71'       | Pereira  | 2:3  | Quindío         |
| 30 de abril   | Catalina Usme     | 7' · 30' · 76'        | Quindío  | 1:4  | América de Cali |
| 3 de mayo     | Joemar Guarecuco  | 8' · 35' · 65'        | Quindío  | 1:4  | Cortuluá        |

## Clasificación a torneos internacionales
| Clasificada como | Copa Libertadores Femenina 2018 |
| ---------------- | ------------------------------- |
| Colombia 1       | Atlético Huila                  |